# Velvet Goldmine
Velvet Goldmine é um filme de 1998 dirigido por Todd Haynes e estrelado por Jonathan Rhys Meyers, Ewan McGregor e Christian Bale.

## Produção
Em seu terceiro longa metragem de ficção, Todd Haynes decidiu-se pela realização daquele que é, até hoje, um de seus mais ambiciosos projetos: um musical inspirado no glam rock. O filme é estrelado por Jonathan Rhys Meyers, Ewan McGregor e Christian Bale - no papel de artistas do período, os dois primeiros interpretaram vários dos números apresentados no filme. Entre os membros do elenco, encontram-se ainda Toni Collette, Eddie Izzard e Micko Westmoreland.
Como é habitual, o roteiro foi escrito pelo próprio diretor, e é baseado em uma história fictícia desenvolvida em parceira com James Lyons, editor que o acompanha desde o início da carreira. A direção de fotografia ficou a cargo da francesa Maryse Alberti, que já havia trabalhado com Haynes no curta Dottie Gets Spanked.
Velvet Goldmine teve figurinos de Sandy Powell, com quem o diretor trabalharia novamente em Far from Heaven. A ousadia e a criatividade dos modelos desenhados pela inglesa rendeu-lhe sua terceira indicação ao Oscar. A trilha sonora reúne clássicos do período glam de artistas tais como T. Rex, Iggy Pop, David Bowie e Roxy Music (veja seção específica mais abaixo). O material original empregado como música incidental foi composto por Carter Burwell, colaborador habitual de Joel e Ethan Cohen.
Haynes utilizou locações em Londres e Manchester para as cenas que se passam na Inglaterra, e que correspondem às lembranças das personagens sobre os anos 70. As sequências que têm lugar em Nova York foram na verdade filmadas em Croydon, subúrbio londrino do condado de Surrey nas cercanias da capital.

## Enredo
Lotado em Nova York, o jornalista britânico Arthur Stuart está escalado para cobrir a viagem do presidente dos Estados Unidos, grande admirador de um dos principais fenômenos mediáticos do ano de 1984, o rockeiro conservador Tommy Stone. Dispondo de algum tempo livre, entretanto, recebe a incumbência de escrever uma matéria sobre o cantor Brian Slade, ícone da era glam que forjou seu próprio assassinato no palco de um show como golpe publicitário. Desde então, seu paradeiro permanece desconhecido.
Procurando solucionar o mistério, Arthur entrevista seu primeiro empresário, Cecil. Após reconstruir a infância de Slade, que, embora originário de Birmingham, passava as férias de verão com a tia em Londres, o produtor relata como descobriu o músico no Sombrero, clube dirigido por sua esposa, a americana Mandy. Após assitir à sua apresentação, ele decide imediatamente contratá-lo; em decorrência de uma série de shows mal sucedidos, entretanto, vê-se substituído por Jerry Divine, da gravadora Bijou Records.
Em seguida, Arthur entrevista Mandy. A promotora revela como conheceu Slade no ano novo de 1969, e descreve os principais momentos da carreira do cantor. Sob a batuta de Jerry, ele se tornara um dos mais famosos artistas populares da Europa, investindo na estética glitter e no discurso da ambiguidade sexual. Em sua primeira viagem aos Estados Unidos, Slade é apresentado a Curt Wild, e intermedia sua contratação para gravar um disco na Inglaterra.
A partir de então, a estratégia de publicidade da Bijou Recors torna-se, essencialmente, sugerir que Slade e Wild matinham um relacionamento afetivo - o que termina de fato ocorrendo, de acordo com o relato de Mandy. Com a pressão do sucesso, todavia, os dois músicos terminam se desentendendo, e o americano muda-se para Berlim. Tem lugar então a simulação de assassinato: mal recebida pelo público, ela põe fim à carreira do inglês que, cada vez mais isolado, tem como única aliada sua assistente Shannon, antiga chefe de guarda-roupas da Bijou Records.
Como muitos outros adolescentes, Arthur fora fã de Slade, e participara de toda a agitação que tomou conta da Inglaterra na década de 1970. À medida que coleta informações para o artigo, ele traz à lembrança suas próprias recordações sobre o período. A ambiguidade sexual que caracteriza o movimento glam tornou o jornalista plenamente consciente de sua homossexualidade. Surpreendido pelos pais masturbando-se com uma foto onde Slade e Wild trocavam beijos, o jovem abandona a família em Manchester e muda-se para Londres.
Na capital, conhece a banda Flaming Creatures, e participa com ela de um concerto comemorativo ao final da era glam. Mandy e Slade assistem ao evento, e Wild executa um dos números. Após a apresentação, o futuro jornalista conhece o cantor americano, e os dois vivem um curto romance.
Ainda sem pistas sobre o paradeiro de Slade em 1984, Arthur tenta entrar em contato com Wild, sem sucesso. Assistindo a uma entrevista de Tommy Stone, contudo, reconhece Shannon como sua assistente, e percebe que o rockeiro conservador é na verdade o antigo ídolo do glam.

## Elenco
- Ewan McGregor… Curt Wild
- Jonathan Rhys Meyers… Brian Slade
- Christian Bale… Arthur Stuart
- Toni Collette… Mandy Slade
- Eddie Izzard… Jerry Devine
- Emily Woof… Shannon
- Michael Feast… Cecil
- Janet McTeer… Narradora (voz)
- Mairead McKinley… Wilde Housemaid
- Luke Morgan Oliver… Oscar Wilde (aos 8 anos)
- Osheen Jones… Jack Fairy (aos 7 anos)
- Micko Westmoreland… Jack Fairy
- Damian Suchet… Repórter da BBC
- Danny Nutt… Marinheiro
- Wash Westmoreland… Jovem

## Principais prêmios e indicações
- Oscar 1999 (EUA)

Indicado ao 
- Óscar para melhor figurino — Sandy Powell

Curiosamente, o prêmio foi perdido para a própria Sandy Powell, indicada no mesmo ano também por Shakespeare in Love.
- BAFTA 1999 (Reino Unido)
  - Venceu na categoria de Melhor Figurino.
  - Indicado na categoria de Melhor Maquiagem.
- Festival de Cannes 1998 (França)
  - Todd Haynes recebeu o prêmio de melhor contribuição artística em 1998.
  - Foi indicado à Palma de Ouro.
- Independent Spirit Awards 1999 (EUA)
  - Venceu na categoria de Melhor Fotografia.
  - Indicado na categoria de Melhor Filme e Melhor Diretor.

## Trilha sonora
Como se poderia esperar, um dos aspectos que mais mereceram a atenção de Todd Haynes na realização de Velvet Goldmine foi a trilha sonora. O filme teve Michael Stipe, vocalista e líder da banda americana REM, como produtor executivo, e envolveu diversos artistas consagrados da música pop.
A estratégia adotada pelo diretor na escolha e distribuição das faixas consistiu em não realizar dublagens de material dos anos 70. Deste modo, nas sequências em que os atores aparecem cantando, as versões utilizadas não são originais, mas sim covers executados por duas bandas especialmente montadas para este fim e que correspondem, na trama, aos grupos que acompanham as personagens de Ewan McGregor (Curt Wylde) e Jonathan Rhys Meyers (Brian Slade): Wylde Ratttz e The Venus In Furs, respectivamente.
De acordo com o projeto inicial, os atores deveriam apenas dublar os vocais de uma destas duas bandas. Nos testes para o filme, entretanto, Jonathan Rhys Meyers e Ewan McGregor mostraram-se tão à vontade com os microfones que terminaram executando eles próprios a maior parte das canções de suas personagens. Algumas destas interpretações não foram, entretanto, preservadas na edição comercial da trilha sonora.
A montagem das bandas reuniu artistas de diferentes estilos e gerações, e inclui desde participantes diretos do movimento glam até músicos com passagens mais recentes na história do rock. O The Venus In Furs é formado por: Thom Yorke e Jonny Greenwood, vocalista e guitarrista do Radiohead; Andy Mackay, saxofonista e membro original do Roxy Music; Bernard Butler, antigo guitarrista da banda Suede; Clune, baterista que acompanha David Gray e Paul Kimble, baixista do Grant Lee Buffalo. Integram, por sua vez, o Wylde Ratttz: Thurston Moore e Steve Shelley, vocalista e baterista do Sonic Youth; Mike Watt, baixista; Ron Asheton, guitarrista e membro original do The Stooges; Mark Arm, vocalista do Mudhoney; Don Fleming, guitarrista e produtor que já integrou diversas bandas independentes; e por Jim Dunbar.
Além dos covers mencionados acima, Haynes utilizou ainda duas espécies de faixas em Velvet Goldmine. Inúmeras versões originais da década de 1970 pontuam sequências em que os atores não cantam, como música incidental. E um número menor de canções foi composto especialmente para o filme, por bandas tais como Shudder to Think, Pulp e Grant Lee Buffalo, com o objetivo de reproduzir um estilo musical característico, tal como o power rock dos anos 80 ou o próprio glam.
Originalmente, Haynes pretendia concentrar seu trabalho sobre a história de David Bowie, do qual retiraria a maior parte do material para a trilha sonora. O músico, entretanto, não forneceu autorização para o uso de suas canções, alegando pretender ele mesmo desenvolver no futuro um projeto sobre o glam. Por esta razão, boa parte do roteiro original teve de ser reescrita, eliminando as referências ao cantor e substituindo suas faixas por outras.
Além de músicas de artistas tais como Roxy Music, T. Rex, Gary Glitter, Cockney Rebel e The Stooges, a trilha sonora de Velvet Goldmine inclui uma passagem da sexta sinfonia de Mahler. Segue-se uma lista completa com todas as canções utilizadas, com as respectivas gravações e uma breve descrição do momento em que ocorrem no filme (as faixas indicadas com * foram incluídas na edição comercial da trilha sonora).
1. Needle In The Camel's Eye*: versão original de Here Come the Warm Jets (1974), primeiro disco solo de Brian Eno. Acompanha a sequencia de abertura.
2. Hot One*: composta pela banda Shudder to Think especialmente para o filme. Acompanha o primeiro clipe de Slade no documentário que está sendo assistido por Arthur e é também a primeira faixa do álbum The Ballad of Maxwell Demon, que o jornalista compra nos anos 70.
3. People Rocking People: composta por Nathan Larson (Shudder to Think) especialmente para o filme, é o hit da personagem de Tommy Stone. A faixa é ouvida em duas ocasiões: na performance do cantor a que Arthur assiste no início do filme, e na última sequência, quando o jornalista reencontra Wild em um bar.
4. Avenging Annie: Versão original do álbum de estreia, homônimo, de Andy Pratt (1973). A música é ouvida na primeira ocasião em que Arthur recorda-se de sua adolescência na Inglaterra. A cena passa-se em um colégio, onde o jovem assiste a uma aula sobre o romance O Retrato de Dorian Gray, de Oscar Wilde.
5. Coz I Luv You: versão original da banda Slade, incluída na coletânea Sladest (1973). É a música que está tocando na loja de discos em que Arthur compra um exemplar do álbum de Brian Slade.
6. Fat Lady of Limbourg: versão original de Taking Tiger Mountain (By Strategy) (1974), segundo disco solo de Brian Eno. A música é ouvida ao final da recordação mencionada acima, quando Arthur consulta microfilmes contendo matérias de jornal sobre o falso assassinato de Slade.
7. A Little of What You Fancy Does You Good: clássico cuja gravação mais famosa é a de Mary Lloyd. Intepretado no filme por Lindsay Kemp, corresponde à apresentação do cantor travestido no teatro onde Brian Slade passava as férias quando criança.
8. Tutti Frutti: clássico cuja versão mais notória é a de Little Richard. Executado no filme por The Venus In Furs, com vocais de Callum Hamilton. É a música que Slade, ainda garoto, canta no palco do teatro de variedades onde trabalha seu tio.
9. Do You Want to Touch Me (Oh, Yeah!): versão original de Gary Glitter contida no álbum Touch Me (1973). Acompanha a narrativa de Cecil sobre o período mod de Brian Slade.
10. Band of Gold: versão original de Freda Payne, de seu álbum homônimo de 1970. É a música que está sendo cantada no Sombrero antes da apresentação de Slade.
11. 2HB*: versão do The Venus In Furs para faixa de Roxy Music (1972), primeiro álbum da banda homônima. Corresponde à apresentação de Slade no Sombrero e também à de Jack Fairy no concerto em comemoração ao fim da era glam.
12. Sebastian: versão do The Venus In Furs para faixa do primeiro álbum do Cockney Rebel, Human Menagerie (1974), com vocais do ator Jonathan Rhys Meyers. Slade canta esta faixa no show em que é vaiado pelo público.
13. T.V. Eye*: versão do The Wylde Ratttz para faixa do segundo álbum do The Stooges, Fun House (1970), com vocais do ator Ewan McGregor. Apresentação de Wild no show mencionado acima.
14. The Ballad of Maxwell Demon*: composta pela banda Shudder to Think especialmente para o filme, com vocais do ator Jonathan Rhys Meyers. Acompanha o clipe de Slade apresentado para os executivos da indústria fonógrafica na ocasião em que o músico conhece Jerry Divine.
15. The Whole Shebang*: composta pela banda Grant Lee Buffalo especialmente para o filme. É o primeiro clipe produzido por Jerry Divine para Slade.
16. Get in the Groove: versão original de The Mighty Hannibal. É a música ouvida na festa de ano novo onde Slade e Mandy se conhecem.
17. Ladytron*: versão do The Venus In Furs para faixa de Roxy Music (1972). Música que acompanha, na mesma festa de ano novo, a declaração de amor de Slade a Mandy e as cenas de sexo entre as duas personagens.
18. Cosmic Dancer:  versão original de Electric Warrior, do T. Rex (1971). Pontua a narrativa de Mandy sobre os primeiros anos de seu casamento com Slade.
19. We Are The Boys*: composta pela banda Pulp especialmente para o filme. É empregada como introdução à coletiva em que Slade afirma ser bissexual.
20. Virginia Plain*: versão original de Roxy Music (1972). Acompanha a sessão de fotos de Slade com produção da equipe da Bijou Records.
21. Personality Crisis*: versão do Teenage Fanclub para faixa de New York Dolls (1973), álbum de estreia da banda homônima. Corresponde à apresentação que está tendo lugar na casa de shows onde Slade conhece Wild.
22. Satellite of Love*: versão original de Transformer (1972), segundo álbum de Lou Reed. Música de fundo para a sequência em que Slade e Wild se divertem em um parque de diversões.
23. Diamond Meadows*: versão original de T. Rex (1970), quinto álbum de Marc Bolan e o primeiro em que passou a adotar a forma mais curta para o nome de sua banda, que era originalmente Tyranossaurus Rex. Acompanha a sequência que contém o diálogo entre duas bonecas Barbie representando Slade e Wild.
24. Bitter's End*: versão do The Venus In Furs para faixa de Roxy Music (1972). Música de fundo para a coletiva onde a equipe da Bijou Records, vestida em trajes elegantes, dispara frases de efeito.
25. Baby's on Fire*: versão do The Venus In Furs para faixa de Here Come the Warm Jets (1974), com vocais do ator Jonathan Rhys Meyers. Clipe em que Slade toca a guitarra de Wild com a língua.
26. My Unclean: composta especialmente para o filme por Ron Asheton (antigo membro do The Stooges) e Mark Arm, e executada pelo The Wylde Ratttz com vocais do ator Ewan McGregor. Faixa que Wild canta no estúdio de gravação.
27. Bitter Sweet*: versão do The Venus In Furs para faixa do quarto álbum do Roxy Music, Country Life (1974). Pontua as cenas que se seguem à briga de Wild e Slade.
28. 20th Century Boy*: versão do Placebo para faixa de Tanx (1973), do T. Rex. Apresentação da banda Flaming Creatures no show de comemoração à morte do glam.
29. Dead Finks Don't Talk: versão original de Here Come the Warm Jets (1974). Pontua a sequência em que Arthur descobre a real identidade de Slade.
30. Gimme Danger: versão do The Wylde Ratttz, com vocais do ator Ewan McGregor, para faixa de Raw Power (1973). Apresentação de Wild no show mencionado acima.
31. Tumbling Down*: versão do The Venus In Furs para faixa de Psychomodo (1975), segundo álbum do Cockney Rebel, com vocais do ator Jonathan Rhys Meyers. Clipe de Slade em que o músico atira purpurina do alto de um lustre.
32. Make Me Smile (Come Up and See Me)*: versão original de The Best Years of Our Lives (1975), terceiro álbum do Cockney Rebel. Créditos finais.